# Cesio Nasica
Cesio Nasica fue un oficial romano que vivió en el siglo I.

## Carrera militar
Dirigió la Legio IX Hispana en Britania. Derrotó a Venucio, acabando con la primera rebelión de los brigantes, durante el mandato del gobernador Aulo Didio Galo (52 - 57 d. C.)
Según el historiador británico Anthony Birley, pudo ser el hermano mayor de Quinto Petilio Cerial.